# Fort Boyard 2012
Fort Boyard 2012 is het tweede seizoen van de Nederlandse versie van het televisieprogramma Fort Boyard. Het programma werd vanaf 3 september 2012 uitgezonden op Nederland 3. Lauren Verster, die Art Rooijakkers vervangt, en Gerard Ekdom verzorgden samen de presentatie.

## Teams
- Team Kinderen: Dré Hazes, Roxeanne Hazes, Dave Roelvink, Oscar Kazàn
- Team Dansers: Juvat Westendorp, Shaker, Natascha Dejong, Euvgenia Parakhina
- Team Comedians: Leo Alkemade, Murth Mossel, Mimoun Ouled Radi, Kristel Zweers
- Team Acteurs: Birgit Schuurman, Rick Engelkes, Iliass Ojja, Jetty Mathurin
- Team Artiesten: Jennifer Ewbank, Keizer, Chris Hordijk, Grad Damen
- Team Musical: Lone van Roosendaal, Antje Monteiro, Rosalie de Jong, Ivo Chundro

Lola Brood werd al bij aankomst op het Fort erg ziek en heeft daarom niet meegespeeld. Team Kinderen van... heeft daarom de eerste aflevering alleen met zijn drieën moeten spelen. Lola wordt in de volgende afleveringen vervangen door Oscar Kazàn, de zoon van Hans Kazàn.

## Spel
Het programma bestaat uit een spel waarbij teams bestaande uit bekende Nederlanders tegen elkaar strijden door middel van een zoektocht naar sleutels en gouden munten. De kandidaten spelen in teams spellen in en rondom de cellen van het Fort Boyard. Hiermee kunnen zij sleutels verdienen. Wanneer een kandidaat niet binnen de tijd de opdracht voltooit, wint het team geen sleutel en krijgt het strafpunten. Per spel kunnen incidenteel meerdere sleutels worden verdiend. Met behulp van de sleutels kan een eindspel worden gespeeld. Tijdens het eindspel kunnen de teams de sleutels gebruiken om het toegangshek tot een kooi met gouden munten te betreden. De hoeveelheid sleutels bepaalt de openingsduur van het hek (zes sleutels staat voor twee minuten, elke sleutel minder scheelt tien seconden). Wanneer een deelnemer niet binnen deze duur teruggekeerd is, zit hij zogenaamd opgesloten in de kooi en worden tijgers los gelaten. In werkelijkheid mag deze persoon de kooi echter via een veiligheidsluik verlaten.

### Poulefase
| Aflevering 1                                  | Aflevering 1       |
| --------------------------------------------- | ------------------ |
| 3 september 2012 685.000 kijkers (madl 10,0%) |                    |
| Team Comedians                                | Team Dans          |
| Leo Alkemade                                  | Juvat Westendorp   |
| Murth Mossel                                  | Shaker             |
| Mimoun Ouled Radi                             | Natascha Dejong    |
| Kristel Zweers                                | Euvgenia Parakhina |
| Finalespel                                    |                    |
| 6 sleutels                                    | 3 sleutels         |
| 1.168 munten                                  | 556 munten (−30 s) |

| Aflevering 2                                  | Aflevering 2       |
| --------------------------------------------- | ------------------ |
| 10 september 2012 563.000 kijkers (madl 8,7%) |                    |
| Team Artiesten                                | Team Acteurs       |
| Jennifer Ewbank                               | Birgit Schuurman   |
| Keizer                                        | Rick Engelkes      |
| Chris Hordijk                                 | Iliass Ojja        |
| Grad Damen                                    | Jetty Mathurin     |
| Finalespel                                    |                    |
| 5 sleutels                                    | 5 sleutels         |
| 730 munten (−10 s)                            | 864 munten (−10 s) |

| Aflevering 3                                   | Aflevering 3       |
| ---------------------------------------------- | ------------------ |
| 17 september 2012 687.000 kijkers (madl 10,3%) |                    |
| Team Kinderen                                  | Team Dansers       |
| Lola Brood *                                   | Juvat Westendorp   |
| Dré Hazes                                      | Shaker             |
| Roxeanne Hazes                                 | Natascha Dejong    |
| Dave Roelvink                                  | Euvgenia Parakhina |
| Finalespel                                     |                    |
| 4 sleutels                                     | 3 sleutels         |
| 704 munten (−20 s)                             | 723 munten (−30 s) |

| Aflevering 4                                    | Aflevering 4        |
| ----------------------------------------------- | ------------------- |
| 24 september 2012 723.000 kijkers (madl 10,3 %) |                     |
| Team Acteurs                                    | Team Musical        |
| Birgit Schuurman                                | Lone van Roosendaal |
| Rick Engelkes                                   | Antje Monteiro      |
| Iliass Ojja                                     | Rosalie de Jong     |
| Jetty Mathurin                                  | Ivo Chundro         |
| Finalespel                                      |                     |
| 5 sleutels                                      | 3 sleutels          |
| 1072 munten (−10 s)                             | 564 munten (−30 s)  |

| Aflevering 5                                 | Aflevering 5        |
| -------------------------------------------- | ------------------- |
| 1 oktober 2012 890.000 kijkers (madl 13,4 %) |                     |
| Team Comedians                               | Team Kinderen van   |
| Leo Alkemade                                 | Oscar Kazàn         |
| Murth Mossel                                 | Dré Hazes           |
| Mimoun Ouled Radi                            | Roxeanne Hazes      |
| Kristel Zweers                               | Dave Roelvink       |
| Finalespel                                   |                     |
| 3 sleutels                                   | 5 sleutels          |
| 928 munten (−30 s)                           | 1071 munten (−10 s) |

| Aflevering 6                                 | Aflevering 6        |
| -------------------------------------------- | ------------------- |
| 8 oktober 2012 563.000 kijkers (madl 13,4 %) |                     |
| Team Musical                                 | Team Artiesten      |
| Lone van Roosendaal                          | Jennifer Ewbank     |
| Antje Monteiro                               | Keizer              |
| Rosalie de Jong                              | Chris Hordijk       |
| Ivo Chundro                                  | Grad Damen          |
| Finalespel                                   |                     |
| 4 sleutels                                   | 5 sleutels          |
| 766 munten (−20 s)                           | 1124 munten (−10 s) |

### Stand
| Poule A | Poule A           | Poule A     | Poule A                         |
| #       | Team              | Winstpunten | Opmerkingen                     |
| ------- | ----------------- | ----------- | ------------------------------- |
| 1.      | Team Comedians    | 1           |                                 |
| 2.      | Team Kinderen Van | 1           |                                 |
| 3.      | Team Dans         | 1           | haalden de minste munten binnen |

| Poule B | Poule B        | Poule B     |
| #       | Team           | Winstpunten |
| ------- | -------------- | ----------- |
| 1.      | Team Acteurs   | 2           |
| 2.      | Team Artiesten | 1           |
| 3.      | Team Musical   | 0           |

### Halve finale
| Aflevering 7 Halve Finale 1                  | Aflevering 7 Halve Finale 1 |
| -------------------------------------------- | --------------------------- |
| 15 oktober 2012 660.000 kijkers (madl 9,1 %) |                             |
| Team Acteurs                                 | Team Kinderen van           |
| Birgit Schuurman                             | Dré Hazes                   |
| Rick Engelkes                                | Roxeanne Hazes              |
| Iliass Ojja                                  | Dave Roelvink               |
| Jetty Mathurin                               | Oscar Kazàn                 |
| Finalespel                                   |                             |
| 4 sleutels                                   | 4 sleutels                  |
| 1292 munten (−20 s)                          | 814 (−20 s)                 |

| Aflevering 8 Halve Finale 2            | Aflevering 8 Halve Finale 2 |
| -------------------------------------- | --------------------------- |
| 22 oktober 2012 ?? kijkers (madl ?? %) |                             |
| Team Artiesten                         | Team Comedians              |
| Jennifer Ewbank                        | Leo Alkemade                |
| Keizer                                 | Murth Mossel                |
| Chris Hordijk                          | Mimoun Ouled Radi           |
| Grad Damen                             | Kristel Zweers              |
| Finalespel                             |                             |
| 4 sleutels                             | 4 sleutels                  |
| 961' munten (−20 s)                    | 890 munten (−20 s)          |

### Finale
| Aflevering 9 Bronzen Finale (3e en 4e plaats) | Aflevering 9 Bronzen Finale (3e en 4e plaats) |
| --------------------------------------------- | --------------------------------------------- |
| 29 oktober 2012 ?? kijkers (madl ?? %)        |                                               |
| Team Kinderen Van                             | Team Comedians                                |
| Dré Hazes                                     | Leo Alkemade                                  |
| Roxeanne Hazes                                | Murth Mossel                                  |
| Dave Roelvink                                 | Mimoun Ouled Radi                             |
| Oscar Kazàn                                   | Kristel Zweers                                |
| Finalespel                                    |                                               |
| 6 sleutels                                    | 5 sleutels                                    |
| 1212 munten                                   | 1194 munten (−10 s)                           |

| Aflevering 10 Finale                   | Aflevering 10 Finale |
| -------------------------------------- | -------------------- |
| 5 november 2011 ?? kijkers (madl ?? %) |                      |
| Team Acteurs                           | Team Artiesten       |
| Birgit Schuurman                       | Jennifer Ewbank      |
| Rick Engelkes                          | Keizer               |
| Iliass Ojja                            | Chris Hordijk        |
| Jetty Mathurin                         | Grad Damen           |
| Finalespel                             |                      |
| 2 (−40 s) sleutels                     | 4 sleutels (−20 s)   |
| 662 munten                             | 905 munten           |

### Podiumplaatsen
| Podiumplaatsen | Podiumplaatsen    | Podiumplaatsen |
| #              | Team              |                |
| -------------- | ----------------- | -------------- |
| Goud           | Team Artiesten    |                |
| Zilver         | Team Acteurs      |                |
| Brons          | Team Kinderen van |                |
| 4.             | Team Comedians    |                |
| 5.             | Team Dansers      |                |
| 6.             | Team Musical      |                |